# Rantoul (Kansas)
Rantoul es una ciudad ubicada en el condado de Franklin en el estado estadounidense de Kansas. En el año 2010 tenía una población de 184 habitantes y una densidad poblacional de 460 personas por km².

## Geografía
Rantoul se encuentra ubicada en las coordenadas 38°32′55″N 95°6′6″O / 38.54861, -95.10167 (38.548508, -95.101778).

## Demografía
Según la Oficina del Censo en 2000 los ingresos medios por hogar en la localidad eran de $41,667 y los ingresos medios por familia eran $46,250. Los hombres tenían unos ingresos medios de $32,321 frente a los $20,000 para las mujeres. La renta per cápita para la localidad era de $17,594. Alrededor del 1.2% de la población estaban por debajo del umbral de pobreza.